# USS Murphy (DD-603)
DD 603 Murphy (Корабль соединённых штатов Мерфи) — американский эсминец типа Benson.
Заложен на верфи Bethlehem Steel, Staten Is 19 мая 1941 года. Спущен 29 апреля 1942 года, вступил в строй 27 июля 1942 года.
Выведен в резерв 9 марта 1946 года. Из ВМС США исключён 1 ноября 1970 года.
Продан 6 октября 1972 года фирме «Luria Bros. and Co. Inc.» в Кливленд и разобран на слом.